# Final da Liga dos Campeões da UEFA de 2012–13
A Final da Liga dos Campeões da UEFA de 2012–13 foi a 58ª edição da decisão da Liga dos Campeões da UEFA e a 21ª desde que foi renomeada de Copa dos Clubes Campeões da Europa para o nome atual. A partida foi disputada em 25 de maio de 2013 no Estádio Novo Wembley, Londres
O vencedor disputou a Supercopa da UEFA de 2013 e a Copa do Mundo de Clubes da FIFA de 2013.
O jogador Mario Götze do Borussia Dortmund, um dos destaques da equipe, ficou de fora da final, pois o Borussia anunciou que o jogador voltou a sentir uma lesão na coxa antes da partida e foi vetado pelo departamento médico. Curiosamente, já fora divulgado que Götze iria defender o Bayern de Munique na próxima temporada.

## Partida
| 25 de maio de 2013 | Borussia Dortmund  | 1 – 2     | Bayern de Munique          | Estádio de Wembley, Londres                 |
| 19:45 (UTC+1)      | Gündoğan 67' (pen) | Relatório | Mandžukić 60' · Robben 89' | Público: 86 288 Árbitro: ITA Nicola Rizzoli |

| B. Dortmund | Bayern |

|              |    |                        |     |       |
|              |    |                        |     |       |
| GK           | 1  | Roman Weidenfeller (c) |     |       |
| RB           | 26 | Łukasz Piszczek        |     |       |
| CB           | 4  | Neven Subotić          |     |       |
| CB           | 15 | Mats Hummels           |     |       |
| LB           | 29 | Marcel Schmelzer       |     |       |
| DM           | 6  | Sven Bender            |     | 90+2' |
| DM           | 8  | İlkay Gündoğan         |     |       |
| RW           | 16 | Jakub Błaszczykowski   |     | 90'   |
| AM           | 11 | Marco Reus             |     |       |
| LW           | 19 | Kevin Großkreutz       | 74' |       |
| CF           | 9  | Robert Lewandowski     |     |       |
| Reservas:    |    |                        |     |       |
| GK           | 20 | Mitchell Langerak      |     |       |
| DF           | 27 | Felipe Santana         |     |       |
| MF           | 5  | Sebastian Kehl         |     |       |
| MF           | 21 | Oliver Kirch           |     |       |
| MF           | 7  | Moritz Leitner         |     |       |
| MF           | 18 | Nuri Şahin             |     | 90+2' |
| FW           | 23 | Julian Schieber        |     | 90'   |
| Treinador:   |    |                        |     |       |
| Jürgen Klopp |    |                        |     |       |

|               |    |                        |     |       |
|               |    |                        |     |       |
| GK            | 1  | Manuel Neuer           |     |       |
| RB            | 21 | Philipp Lahm (c)       |     |       |
| CB            | 17 | Dante                  | 29' |       |
| CB            | 18 | Jérôme Boateng         |     |       |
| LB            | 27 | David Alaba            |     |       |
| DM            | 8  | Javi Martínez          |     |       |
| CM            | 31 | Bastian Schweinsteiger |     |       |
| RW            | 10 | Arjen Robben           |     |       |
| AM            | 25 | Thomas Müller          |     |       |
| LW            | 7  | Franck Ribéry          | 74' | 90+1' |
| CF            | 9  | Mario Mandžukić        |     | 90+4' |
| Reservas:     |    |                        |     |       |
| GK            | 22 | Tom Starke             |     |       |
| DF            | 5  | Daniel Van Buyten      |     |       |
| DF            | 44 | Rafinha                |     |       |
| MF            | 30 | Luiz Gustavo           |     | 90+1' |
| MF            | 11 | Xherdan Shaqiri        |     |       |
| FW            | 14 | Claudio Pizarro        |     |       |
| FW            | 33 | Mario Gómez            |     | 90+4' |
| Treinador:    |    |                        |     |       |
| Jupp Heynckes |    |                        |     |       |

| Homem do jogo (UEFA): Arjen Robben (Bayern de Munique) Assistentes: Renato Faverani Andrea Stefani Quarto árbitro: Damir Skomina Assistentes adicionais: Gianluca Rocchi Paolo Tagliavento | Regras do jogo - 90 minutos; - 30 minutos de prorrogação, se necessário; - Disputa de pênaltis, se o jogo ainda estiver indefinido; - Sete substitutos nomeados; - Máximo de três substituições. |